# Unbestimmter Sporn
Der Unbestimmte Sporn ist ein Bergsporn im ostantarktischen Viktorialand. Er ragt nördlich der Gateway Hills am östlichen Rand der Lanterman Range in den Bowers Mountains auf und erstreckt sich in nordöstlicher Richtung bis zur Westflanke des Sledgers-Gletschers.
Wissenschaftler der deutschen Expedition GANOVEX III (1982–1983) nahmen seine Benennung vor. Namensgebend ist der Umstand, dass hier ein geologisches Problem nicht gelöst werden konnte.